# 雲台山 (連江縣)
雲台山，位於中華民國連江縣南竿鄉仁愛村北部，近津沙村、珠螺村邊界的一座山峰，峰頂海拔250公尺，為台灣小百岳之一。該山峰地處南竿島西部，為全島最高峰。